# Vivoin
Vivoin település Franciaországban, Sarthe megyében. Lakosainak száma 899 fő (2022. január 1.). Vivoin Doucelles, Beaumont-sur-Sarthe, Chérancé, Juillé, Lucé-sous-Ballon, Maresché, Meurcé és Piacé községekkel határos.

## Népesség
A település népessége az elmúlt években az alábbi módon változott:
| Lakosok száma | 930  | 943  | 970  | 948  | 949  | 947  | 931  | 915  | 899  |
|               | 2013 | 2015 | 2016 | 2017 | 2018 | 2019 | 2020 | 2021 | 2022 |